# یانوش کامینسکی
یانوش کامینسکی (به لهستانی: Janusz Zygmunt Kaminski)، (زاده ۲۷ ژوئن ۱۹۵۹) فیلمبردار آمریکایی و لهستانی‌تبار است که ۲ بار برای فیلم‌های فهرست شیندلر و نجات سرباز رایان برندهٔ جایزه اسکار بهترین فیلمبرداری شده‌است.
وی در سال ۱۹۸۱ به ایالات متحده مهاجرت کرد. کامینسکی فیلم «محدوده آتش» را به عنوان کارگردان برای شرکت «آرکی او» کارگردانی کرد.

## فیلمشناسی
- فهرست شیندلر (۱۹۹۳)
- جری مگوایر (۱۹۹۶)
- جهان گمشده: پارک ژوراسیک (۱۹۹۷)
- آمیستاد (۱۹۹۷)
- نجات سرباز رایان (۱۹۹۸)
- هوش مصنوعی (فیلم) (۲۰۰۱)
- گزارش اقلیت (فیلم) (۲۰۰۲)
- اگه میتونی منو بگیر (۲۰۰۲)
- ترمینال (۲۰۰۴)
- جنگ دنیاها (۲۰۰۵)
- مونیخ (۲۰۰۵)
- لباس غواصی و پروانه (۲۰۰۷)
- ایندیانا جونز و قلمرو جمجمه بلورین (۲۰۰۸)
- آدم‌های بامزه (۲۰۰۹)
- ماجراهای تن‌تن (۲۰۱۱)
- اسب جنگی (۲۰۱۱)
- لینکلن (۲۰۱۲)
- قاضی (فیلم ۲۰۱۴) (۲۰۱۴)